# Memory (2023)
Memory (dt.: „Erinnerung“) ist ein Spielfilm von Michel Franco aus dem Jahr 2023. In dem Beziehungsdrama übernahmen Jessica Chastain und Peter Sarsgaard die Hauptrollen.
Die mexikanisch-amerikanische Koproduktion wurde beim Filmfestival von Venedig uraufgeführt.

## Handlung
Die alleinerziehende Mutter Sylvia arbeitet als Sozialarbeiterin. Neben ihrer inzwischen jugendlichen Tochter Anna und ihrem Job dreht sich ihr Leben um die Anonymen-Alkoholiker-Treffen, die sie gewissenhaft und erfolgreich seit der Geburt von Anna besucht. 
Als sie entgegen ihrer sonstigen Gewohnheit an einem High-School-Treffen teilnimmt, folgt ihr Saul nach Hause. 
Zunächst verängstigt, kümmert sie sich am nächsten Morgen doch fürsorglich um Saul, der trotz Kälte und Regen vor dem Haus ausharrte. Sylvia erfährt von Sauls beginnender Demenz. 
Diese Begegnung triggert jedoch eine traumatische Episode von sexueller Gewalt aus ihrer Kindheit, so dass sie in Saul zunächst einen ihrer damaligen Peiniger zu erkennen denkt.
Nachdem ihre Schwester dieses Missverständnis aufklären konnte, beginnt Sylvia Saul gegen Bezahlung zu beaufsichtigen und zu betreuen.
Die beiden kommen sich näher. Eine Vertrautheit baut sich auf und Saul zieht in Sylvias und Annas Wohnung ein.
Anna unterstützt liebevoll die aufkeimende Liebesbeziehung der beiden Erwachsenen, das weitere Umfeld missbilligt die Verbindung jedoch. Sylvias Mutter versucht sogar Anna aus Sylvias Sorge heraus zu nehmen und befördert subtil den Einzug Annas bei ihrer Tante, der Schwester von Sylvia.
Als Sylvia eines Tages wegen ihrer Arbeit aus der Wohnung abwesend ist, verletzt sich Saul und wird ins Krankenhaus gebracht. Seine Familie beendet die Liaison, sperrt ihn in seine Wohnung ein und lässt ihn durch Pflegekräfte stark kontrollieren.
Die Handlung kumuliert schließlich in der Schlüsselszene, in der offenbar wird, dass Sylvia als Kind über einen langen Zeitraum von ihrem eigenen Vater vergewaltigt wurde und die Mutter dies wissentlich und aktiv deckte. Erst als Sylvias Schwester das erste Mal in all den Jahrzehnten endlich zugab, Zeugin dieser Gewalt geworden zu sein, kann Sylvia entlastet werden. Anna erfährt auf diese Weise das erste Mal vom Schicksal ihrer Mutter.
Anna befreit Saul aus seiner Wohnung und bringt ihn zu Sylvias Wohnung zurück.

## Hintergrund
Für Michel Franco ist Memory der achte Spielfilm, bei dem er Regie führte. Auch verfasste er das Drehbuch und trat als Koproduzent auf. Für den mexikanischen Filmemacher ist es der zweite in den USA inszenierte Spielfilm nach seinem preisgekrönten Werk Chronic (2015). Dabei arbeitete er zum fünften Mal mit dem belgischen Kameramann Yves Cape zusammen. Als Liebespaar wurden die US-amerikanischen Darsteller Jessica Chastain und Peter Sarsgaard verpflichtet. Für Chastain waren es die ersten Dreharbeiten nach ihrer mit dem Oscar preisgekrönten Hauptrolle in dem Drama The Eyes of Tammy Faye (2021).
Die Dreharbeiten wurden im Mai 2023 in New York beendet.
Memory wurde von Francos Gesellschaft Teorema in Zusammenarbeit mit High Frequency Entertainment produziert. Ebenfalls beteiligt waren Screen Capital / Screen One, Mubi und Case Study Films.

## Veröffentlichung und Rezeption
Die Premiere fand am 8. September 2023 bei den 80. Filmfestspielen von Venedig statt, wo der Film in den Hauptwettbewerb eingeladen wurde. Eine weitere Präsentation folgte im September beim Filmfestival von Toronto. Seine Premiere im deutschsprachigen Raum feierte der Film am 1. Oktober 2023 beim Zürich Film Festival.
Von den auf der Website Rotten Tomatoes nach der Premiere aufgeführten über 119 Kritiken sind 86 Prozent positiv („fresh“) und führen zu einer Durchschnittswertung von 7,0 von 10 möglichen Punkten. Auf der Website Metacritic erhielt das Werk eine Bewertung von 71 von 100 möglichen Punkten, basierend auf 31 ausgewerteten englischsprachigen Kritiken. Dies entspricht allgemein positive Rezensionen („generally favorable“ reviews).
Filmjournalist Dieter Oßwald schreibt auf Programmkino.de, dem Portal der Arbeitsgemeinschaft Kino – Gilde deutscher Filmkunsttheater: „Diese emotionale Achterbahn verzichtet auf gängige Genre-Regeln. Und sie trifft das Publikum mit voller Wucht. Erstklassiges Arthaus-Kino mit Wow-Effekten, das titelgerecht noch lange im Gedächtnis bleibt.“

## Auszeichnungen
Für Memory erhielt Franco seine zweite Einladung in den Wettbewerb um den Goldenen Löwen, den Hauptpreis des Filmfestivals von Venedig. Dort wurde Peter Sarsgaard als bester Darsteller ausgezeichnet. Bei der Auflage 2020 hatte er für New Order – Die neue Weltordnung mit dem Großen Preis der Jury die zweitwichtigste Auszeichnung erhalten. Bei den Independent Spirit Awards 2024 erhielt Jessica Chastain eine Nominierung für die beste Hauptrolle.